# Аполлоній Римський
Аполлоній Римський — відомий як Аполлоній Апологет (... – Рим , 185 ) — християнський мученик. Вшановується католицькою церквою як святий.

## Життєпис
Аполлоній, ймовірно, народився в Греції або Малій Азії. І Євсевій у своїй "Церковній історії", і святий Ієронім (30 вересня) у "Видатних людях" розповідають про нього і про те, як він прийняв мученицьку смерть. За словами святого Ієроніма, він був римським сенатором, і хоча здається дивним, що Євсевій не згадує про це, ця новина добре вписується в те, що ще відомо про нього.

Аполлоній був викритий своїм слугою як християнин і допитаний префектом і трибуналом; потім йому було наказано захищати себе перед сенатом. Його слухали з великою повагою, можливо, через його репутацію культурної людини, але, швидше за все, тому, що він сам був сенатором. Під час свого захисту він напав на язичництво і оголосив його ідолів презренними: 
"Я поклоняюся і служу тільки Богові, що живе на небі, а не ідолам, створеним руками людськими. Тому не буду поклонятися ні золоту, ні сріблу, ні бронзі, ні залізу, ні уявним богам, вирізьбленим з дерева і каменю, богам, які не бачать і не чують, бо вони є витвором ремісників, золотих справ майстрів і токарів, витвором рук людських, які ніколи не будуть рухатися самі по собі...".

## Поклоніння
Згідно з Римський мартирологом , днем святого є 21 квітня
У Римі вшановують пам'ять святого Аполлонія, філософа, мученика, який за імператора Коммода перед намісником Переннієм і сенатом вишуканою промовою захищав справу християнської віри, а потім підтвердив її, після засудження на смерть, свідченням своєї крові.
 смерть була природною необхідністю, яка сама по собі не лякала, тоді як справжнє життя було життям душі. Перш за все, християнство перевершило поганство через діяльність Христа, Слова Божого і Одкровителя: « Це Слово є наш Спаситель Ісус Христос, який став людиною в Юдеї, праведний у всьому і сповнений божественної мудрості. З любові до людей він показав нам Бога цілого всесвіту і показав нашим душам шлях життя [...]. Своєю пристрастю він поклав край пануванню гріха ».